# 克羅特巴赫河
47°37′32″N 11°12′41″E / 47.62568°N 11.21132°E

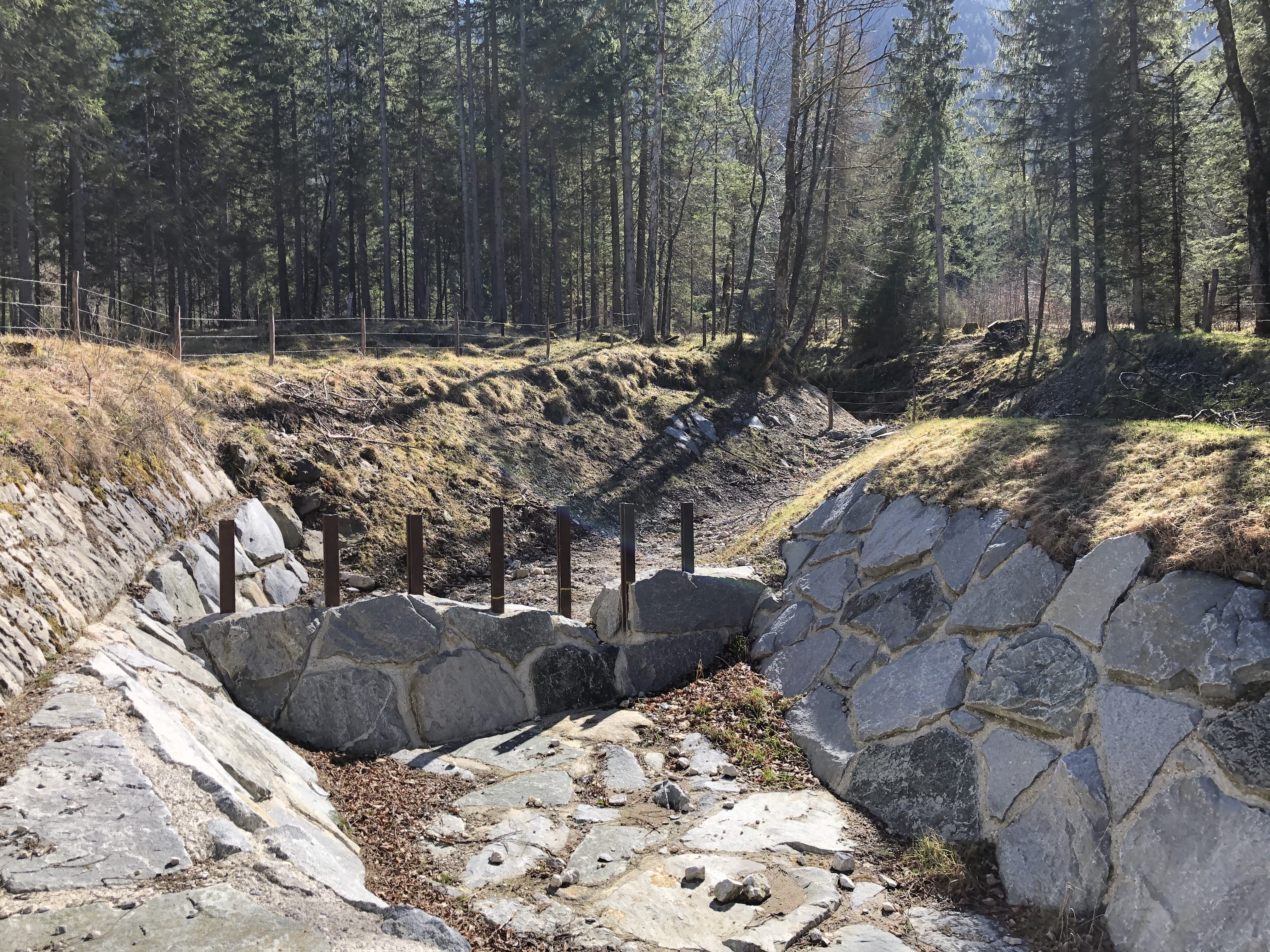

克羅特巴赫河（德語：Kräuterbach），是德國的河流，位於該國東南部，由巴伐利亞負責管轄，屬於克羅普夫巴赫河的右支流，河道全長2.9公里，流經加米施-帕滕基興縣。